# Château de Gerbéviller
Le château de Gerbéviller est situé à Gerbéviller en région Grand Est.
Le domaine du château a fait l'objet de plusieurs inscriptions depuis 1945 des différents pavillons d'agrément des XVIIe au XIXe siècle jusqu'à l'aboutissement d’un classement global du domaine au titre des monuments historiques depuis février 1996. Une partie de la vallée de la Mortagne ainsi que le parc du château sont un site naturel classé depuis 1999 et, depuis 2012, le château a été inclus dans les biens classés.

## Château

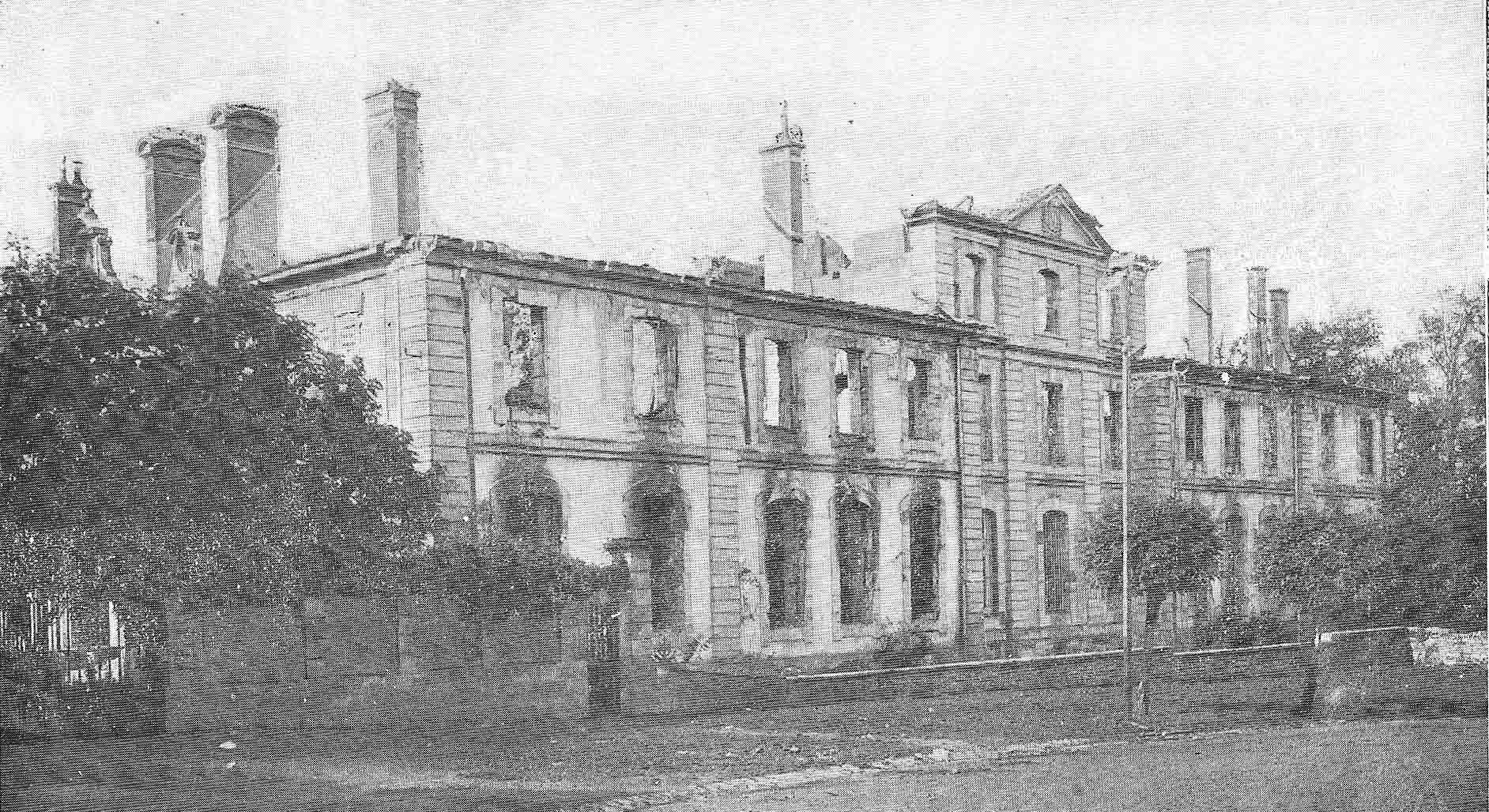
Les ruines en 1915.

La seigneurie de Gerbéviller a d'abord appartenu aux comtes de Querford d'après Dom Augustin Calmet. Gérard de Querford était le grand-père de Lothaire II et d'Adélaïde. Un premier château a été construit en 1128, mais la lignée s'est éteinte en 1149.
La terre de Gerbéviller est entrée dans le domaine de la famille de Lorraine par le mariage de Simon Ier avec la princesse impériale Adélaïde vers 1112/1113. Avant 1230/1240, Philippe († 1243), frère de Ferry II a fait construire un château fort. Un parc est aménagé vers 1300. La seigneurie fait partie de la dot d'Isabelle de Lorraine, dame d'Ancerville, fille du duc Thiébaud II de Lorraine, lors de son mariage avec Errard de Bar, fils de Thiébaut II de Bar. Les comtes de Linange-Réchicourt deviennent propriétaires d'une partie de la seigneurie en 1410. Ayant des problèmes financiers, ils doivent la vendre à Jean Wisse, en 1470 et 1485. Mais le bourg est victime de la guerre qui oppose les ducs de Lorraine et de Bourgogne. Les troupes de Charles le Téméraire ont détruit le bourg et le domaine en 1475 et 1477. 
Jean Wisse et son fils Olry ont fait des travaux en 1485 et avant 1540. Le château n'est plus alors qu'une maison seigneuriale. Après la mort du dernier Wisse, La seigneurie passe à la famille des du Châtelet à la suite du mariage entre Madeleine de Wisse avec Huet du Châtelet. 
La seigneurie est la dot d'Anne du Châtelet à son mariage avec Charles-Emmanuel de Tornielle, en 1590. Charles-Emmanuel de Tornielle a été premier gentilhomme de la chambre du duc Charles III de Lorraine. En 1605, il a été chargé de négocier le mariage d'Henri II de Lorraine avec Marguerite de Gonzague, princesse de Mantoue. Il a été surintendant des finances et grand maître de l'hôtel du duc Henri II. Il a été chargé des aménagements des résidences ducales et organisateur des fêtes. Il fait aménagé le parc dans le goût italien en construisant une nymphée ainsi que le pavillon rouge qui était destiné au repos qui sont traditionnellement attribués à Clément Métezeau qui travaillait alors à la place Ducale de Charleville. Les éléments et constructions remarquables du Parc sont restés intacts depuis le XVIIe siècle.
Le 4 mai 1621, Henri II de Lorraine a élevé la baronnie en marquisat. Le château a été détruit pendant la guerre de Trente Ans, en 1636, sur ordre de Louis XIII comme la plupart des châteaux lorrains. 
Le domaine passe aux Lambertye en 1737 à la mort du dernier héritier mâle direct de la famille Tornielle conformément à un acte de substitution faite en faveur de Camille de Lambertye par le marquis de Gerbéviller, le 15 octobre 1725. Camille de Lambertye (1714-1770), neveu d'Antoinette-Louise de Lambertye (1675-1738), épouse du dernier comte de Tornielle, Anne Joseph de Tornielle (ca.1663-1737), en devient propriétaire. Il a reconstruit en 1750 le château par un architecte dont le nom n'a pas été trouvé, mais probablement Germain Boffrand. Le jardinier du duc Léopold, Yves des Hours, a redessiné le parc.
En 1816, l'architecte Louis-Martin Berthault (1770-1823) a réaménagé le parc en parc paysager à l'anglaise à la demande d'Antoine de Lambertye. Ernest de Lambertye a fait des aménagements des communs, du jardin d'hiver, de la chapelle, du verger et du potager.
Le 24 août 1914, pendant la bataille du Grand-Couronné, les troupes bavaroises ont incendié l'église, le château et la chapelle. Après la Première Guerre mondiale, en 1920, l'architecte Albert Laprade a réaménagé le château qui a été amputé de ses étages.

## Chapelle Palatine
La chapelle Palatine, située en face du château à l'extérieur du domaine, est un ensemble ayant fortement évolué au cours des siècles.
Fondée au XVe siècle, elle fut donnée au couvent des Carmes en 1621 puis vendue comme bien national après la Révolution.
Le marquis Ernest de Lambertye la fit réaménager quasi intégralement entre 1860 et 1865, pensant l'offrir comme asile au Pape Pie IX menacé d'être chassé de ses États pontificaux à l'occasion de l'unification du royaume d'Italie.

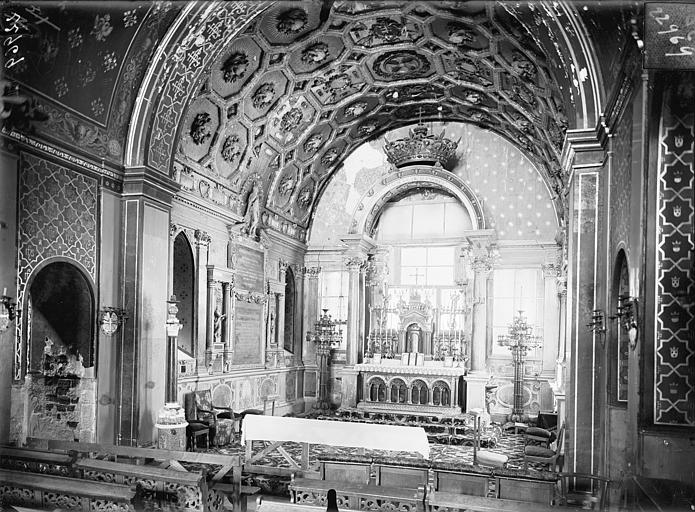
Le chœur,
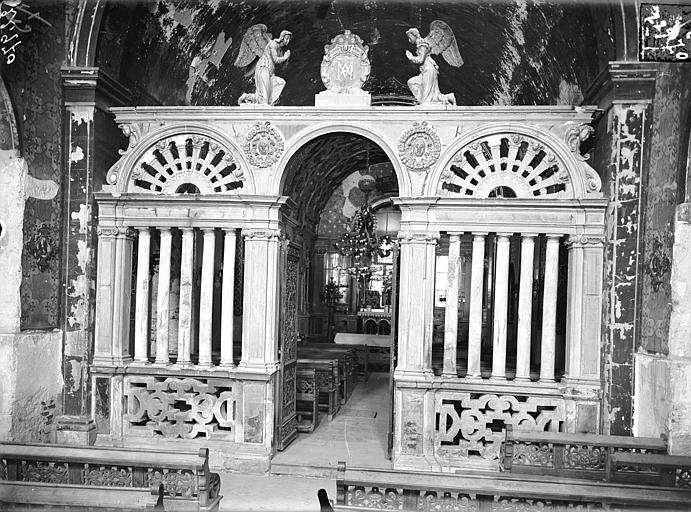
et le jubé avant 1914,
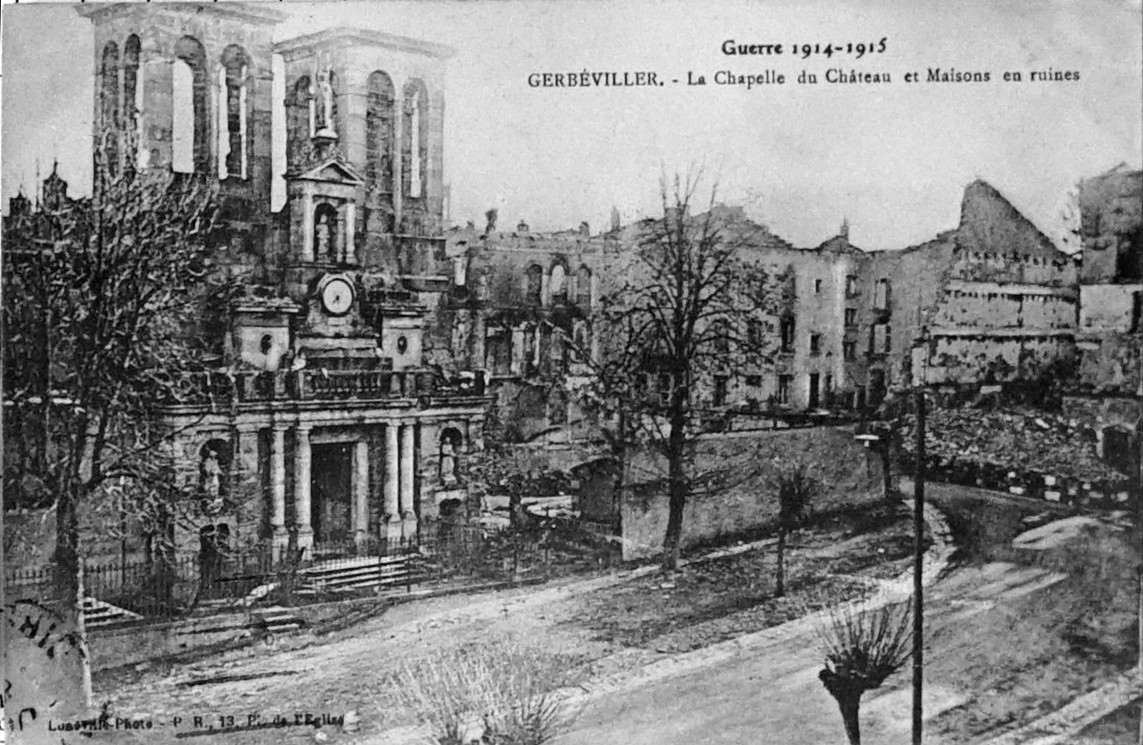
ruinée par la guerre.

La chapelle subit les bombardements du 24 août 1914 lors de la bataille de Gerbéviller.
Cet édifice est également classé au titre des monuments historiques depuis 1986.

## Parc

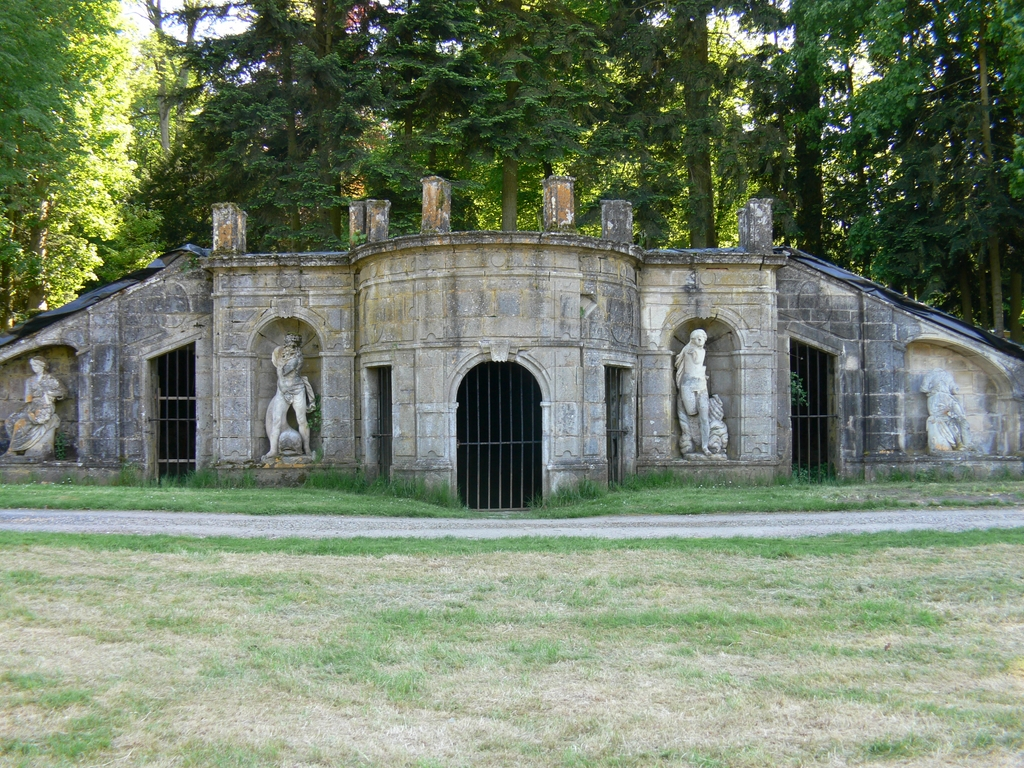
Nymphée du jardin de Gerbéviller.

Ce château installé comporte un parc paysager de plus de 16 hectares tracé au XIXe siècle par Berthault, avec un pavillon Louis XIII et un nymphée (unique Nymphée d'eau de France), grotte à escalier orné de statues et de mosaïques en coquillages (XVIIe siècle) très certainement dû à Clément Métezeau. On peut aussi voir le potager "en chambre", et le "jardin 1900" célébrant l'École de Nancy et la roseraie ancienne, mise en place en 2005.
Le Nymphée bénéficie actuellement d'une campagne de restauration complète, visant à lui rendre son aspect d'origine.
Le jardin bénéficie du label Jardin remarquable.
Aujourd'hui encore, le château est habité par le Prince Charles d'Arenberg, de la maison d'Arenberg.